# Antoine N'Gossan
Jean-Etienne Antoine N'Gossan (Abidjan, 30 novembre 1990) è un ex calciatore ivoriano, di ruolo centrocampista.

## Palmarès

### Club

#### Competizioni nazionali
- Coppa della Costa d'Avorio: 3

ASEC Mimosas: 2007, 2008, 2011
- Campionato ivoriano: 1

ASEC Mimosas: 2010